# My Humps
Singles de The Black Eyed Peas
Don't Lie
(2005) Pump It
(2006)
My Humps est une chanson du groupe américain The Black Eyed Peas extraite de l'album Monkey Business. Le titre est sorti en tant que troisième single de l'album le 20 septembre 2005. La chanson a été écrite par William Adams, David Payton et produite par will.i.am.
Les critiques musicaux ont réagi négativement à My Humps, estimant qu'il s'agissait d'une forme répétitive et puérile de titillation sexuelle. La chanson a été comparée au tube de Kelis Milkshake, sorti en 2003, qui présente des thèmes sexuels similaires et utilise le lait comme métaphore. Malgré la réaction négative de la critique, la chanson a remporté le prix de la meilleure performance pop par un duo ou un groupe avec voix lors de la 49e cérémonie annuelle des Grammy Awards (2007). Succès commercial, elle est devenue le deuxième single des Black Eyed Peas à atteindre le top 3 du Billboard Hot 100 américain, en se classant troisième, et l'un de leurs singles les plus vendus, avec plus de deux millions de téléchargements numériques. Le clip de My Humps a été réalisé par Fatima Robinson et Malik Hassan Sayeed et a remporté le MTV Video Music Award de la meilleure vidéo hip-hop. La chanson a été reprise et parodiée par plusieurs artistes, dont Alanis Morissette et Jack Heath. 

## Crédits et personnel
- Auteur-compositeur – William Adams, David Payton
- Réalisateur artistique – will.i.am
- Ingénieur du son – will.i.am, Jason « ill-aroma » Villaroman
- Mixage audio – Serban Ghenea
- Voix – Fergie, will.i.am

## Classements hebdomadaires
| Classement (2005-2006)                  | Meilleure position |
| --------------------------------------- | ------------------ |
| Allemagne (Media Control AG)            | 4                  |
| Australie (ARIA)                        | 1                  |
| Autriche (Ö3 Austria Top 40)            | 4                  |
| Belgique (Flandre Ultratop 50 Singles)  | 3                  |
| Belgique (Wallonie Ultratop 50 Singles) | 5                  |
| Danemark (Tracklisten)                  | 5                  |
| États-Unis (Hot 100)                    | 3                  |
| États-Unis (Pop Airplay)                | 4                  |
| États-Unis (R&B/Hip-Hop Songs)          | 57                 |
| États-Unis (Rap Songs)                  | 10                 |
| Europe (Hot 100)                        | 2                  |
| Finlande (Suomen virallinen lista)      | 7                  |
| France (SNEP)                           | 11                 |
| Hongrie (Dance Top 40)                  | 8                  |
| Irlande (IRMA)                          | 1                  |
| Italie (FIMI)                           | 9                  |
| Nouvelle-Zélande (RMNZ)                 | 1                  |
| Norvège (VG-lista)                      | 4                  |
| Pays-Bas (Nederlandse Top 40)           | 4                  |
| Tchéquie (IFPI Rádio)                   | 7                  |
| Royaume-Uni (UK Singles Chart)          | 3                  |
| Royaume-Uni (UK R&B Chart)              | 1                  |
| Suède (Sverigetopplistan)               | 19                 |
| Suisse (Schweizer Hitparade)            | 3                  |